# Палм-Кост
Палм-Кост (англ. Palm Coast) — місто (англ. city) в США, в окрузі Флеглер на північному сході штату Флорида, на узбережжі Атлантичного океану. Населення — 89 258 осіб (2020); агломерації — 91 622 особи (2009 рік). Статус міста отримано 31 грудня 1999 року.
Палм-Коаст розташований у місці, де зустрічаються противні ураганам вітри, що зберігає місто у безпеці.
Багато мешканців міста працюють на підприємствах сусідніх міст Джексонвілл та Орландо.

## Географія
Палм-Кост розташований за координатами 29°32′26″ пн. ш. 81°15′4″ зх. д. / 29.54056° пн. ш. 81.25111° зх. д. (29.540560, -81.251062). За даними Бюро перепису населення США в 2010 році місто мало площу 235,26 км², з яких 232,77 км² — суходіл та 2,49 км² — водойми. В 2017 році площа становила 248,77 км², з яких 245,95 км² — суходіл та 2,81 км² — водойми.

## Демографія
Згідно з переписом 2010 року, у місті мешкало 75 180 осіб у 29 805 домогосподарствах у складі 21 772 родин. Густота населення становила 320 осіб/км². Було 35058 помешкань (149/км²).
Расовий склад населення:
| - 79,9 % — білих - 12,7 % — чорних або афроамериканців - 2,5 % — азіатів - 0,3 % — корінних американців - 0,1 % — вихідців з тихоокеанських островів - 2,0 % — осіб інших рас |

До двох чи більше рас належало 2,5 %. Частка іспаномовних становила 10,0 % від усіх жителів.
За віковим діапазоном населення розподілялося таким чином: 21,4 % — особи молодші 18 років, 55,6 % — особи у віці 18—64 років, 23,0 % — особи у віці 65 років та старші. Медіана віку мешканця становила 45,1 року. На 100 осіб жіночої статі у місті припадало 91,4 чоловіків; на 100 жінок у віці від 18 років та старших — 88,3 чоловіків також старших 18 років.
Середній дохід на одне домашнє господарство становив 58 506 доларів США (медіана — 48 369), а середній дохід на одну сім'ю — 63 997 доларів (медіана — 53 713). Медіана доходів становила 38 023 долари для чоловіків та 34 298 доларів для жінок. За межею бідності перебувало 15,2 % осіб, у тому числі 25,9 % дітей у віці до 18 років та 10,1 % осіб у віці 65 років та старших.
Цивільне працевлаштоване населення становило 29 195 осіб. Основні галузі зайнятості: освіта, охорона здоров'я та соціальна допомога — 25,2 %, роздрібна торгівля — 14,4 %, мистецтво, розваги та відпочинок — 12,3 %, науковці, спеціалісти, менеджери — 11,6 %.